# Hyperolius bocagei
Hyperolius marmoratus es una especie de anfibios de la familia Hyperoliidae.